# マルゲリータ・ディ・ドゥラッツォ
マルゲリータ・ディ・ドゥラッツォ（Margherita di Durazzo, 1347年7月28日 - 1412年8月6日）は、ナポリとハンガリーの王カルロ3世（カーロイ2世）の王妃。父ドゥラッツォ公カルロはカルロ3世の父ルイージ・ディ・ドゥラッツォの兄であり、マルゲリータとカルロ3世は共に父方の従兄妹同士である。母マリア・ディ・カラブリアは、ドゥラッツォ公カルロの同族の従兄であるカラブリア公カルロの四女で、カルロ3世が王位を奪ったナポリ女王ジョヴァンナ1世の妹である。
ドゥラッツォ公カルロは末子マルゲリータ誕生の翌年の1348年、ラヨシュ1世のナポリ遠征の最中にラヨシュ1世の配下によって殺害されている。
1369年、後にナポリ王となるカルロ・ディ・ドゥラッツォと結婚した。2人の間には1男2女が生まれた。
- マリア（1369年 - 1371年）
- ジョヴァンナ2世（1373年 - 1435年） - ナポリ女王
- ラディズラーオ1世（1377年 - 1414年） - ナポリ王

1386年にカルロ3世が暗殺されると、ハンガリー王位は廃位されていた同族の女王マーリアが取り戻したが、ナポリ王位は幼い息子ラディズラーオが継承し、マルゲリータが摂政となった。